# Lucille Carlisle
Lucille Carlisle (31 de agosto de 1895 – 19 de octubre de 1958), nacida como Ida Lucile White, fue una actriz estadounidense.

## Primeros años
Ida Lucile White nació en Galesburg, Illinois, siendo hija de Frank White y Della Pope White. Sus padres nacieron en Canadá. Cuando era niña, se mudó a Spokane, Washington juntó con su familia.

## Carrera
Después de haber ganado un concurso de belleza patrocinado por la revista Photoplay, y de haber tenido una breve carrera en el teatro, Carlisle comenzó a aparecer en películas mudas para Vitagraph Studios, juntó con el comediante y actor Larry Semon. Juntos hicieron 25 películas. Después de haber terminado su relación profesional y personal, también dejó de trabajar en la industria cinematográfica. Se la escuchó en la radio en las décadas de 1930 y 1940, en representación de Mothers of America, una organización contra la guerra.
Las películas en las que Carlisle apareció incluyen Boodle and Bandits (1918), Pluck and Plotters (1918), Scamps and Scandals (1919), Well, I'll Be (1919), Passing the Buck (1919), The Star Boarder (1919), His Home Sweet Home (1919), The Simple Life (1919), Between the Acts (1919), Dull Care (1919), Dew Drop Inn (1919), The Head Waiter (1919), The Grocery Clerk (1919), The Fly Cop (1920), Solid Concrete (1920), The Stage Hand (1920), The Suitor (1920), School Days (1920), The Sportsman (1921), The Show (1922), A Pair of Kings (1922), Golf (1922), The Agent (1922), The Counter Jumper (1922), y No Wedding Bells (1923).

## Vida personal
Lucille White se casó con J. Zintheo en 1912; la unión fue breve y la pareja terminó divorciándose en 1916. Carlisle y Larry Semon fueron pareja intermitentemente desde 1918 hasta 1923. En 1924, sus experiencias con la rinoplastia fueron descritas en titulares de primera plana. En 1927 se casó con un empresario canadiense llamado Leigh Hacking Millikin. Murió en 1958, a los 63 años, en Los Ángeles. Su tumba está ubicada en el Forest Lawn Memorial Park en Glendale, California.